# Tobiphora rugosa
Tobiphora rugosa är en insektsart som först beskrevs av Matsumura 1903.  Tobiphora rugosa ingår i släktet Tobiphora och familjen spottstritar. Inga underarter finns listade i Catalogue of Life.